# Metano atmosférico

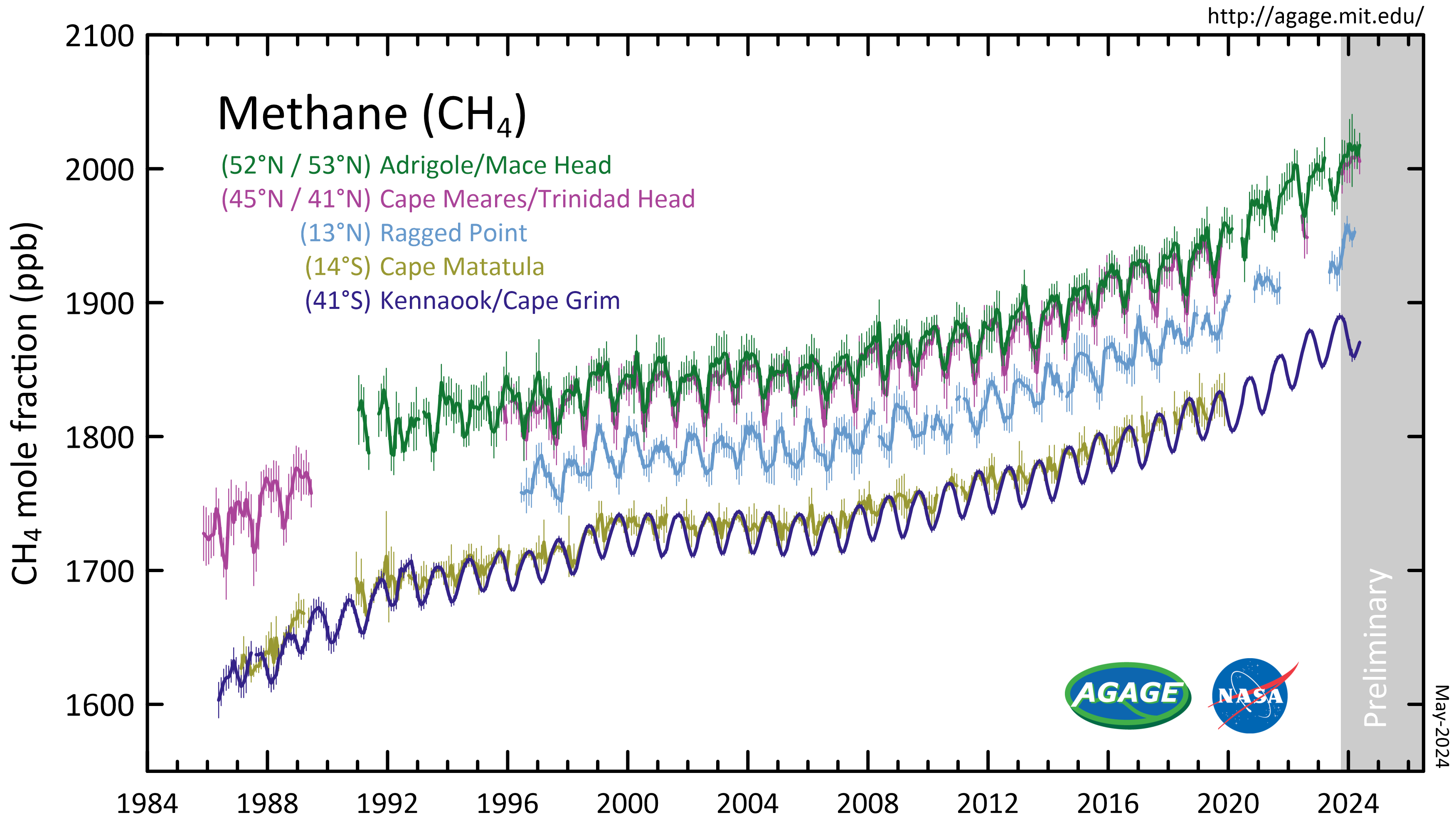
Concentraciones de metano (CH_{4}) en la atmósfera medidas por el Experimento Avanzado de Gases Atmosféricos Globales en la atmósfera inferior (tropósfera) en estaciones de todo el mundo. Los valores se dan como fracciones molares medias mensuales libres de contaminación en partes por mil millones.

El metano atmosférico es el metano presente en la atmósfera terrestre. La concentración de metano atmosférico está aumentando debido a las emisiones de metano, y está provocando el cambio climático. El metano es uno de los gases de efecto invernadero más potentes; El forzamiento radiativo (RF) del clima causado por el metano es directo;  y es el segundo mayor contribuyente al forzamiento climático causado por el ser humano en el período histórico.  El metano es una fuente importante de vapor de agua en la estratosfera a través de la oxidación y el vapor de agua añade aproximadamente un 15% al efecto de forzamiento radiativo del metano. El potencial de calentamiento global (GWP) del metano es de aproximadamente 84 en términos de su impacto en un período de 20 años. Eso significa que atrapa 84 veces más calor por unidad de masa que el dióxido de carbono (CO2) y 105 veces el efecto si se tienen en cuenta las interacciones con aerosoles.
Desde el comienzo de la Revolución Industrial (alrededor de 1750), la concentración de metano en la atmósfera ha aumentado aproximadamente un 160%, siendo un porcentaje abrumador causado por la actividad humana. Desde 1750 el metano ha contribuido con el 3% de las emisiones de GEI en términos de masa pero es responsable de aproximadamente el 23% del forzamiento radiativo o climático. En 2019, las concentraciones globales de metano aumentaron de 722 partes por mil millones (ppb) en la época preindustrial a 1866 ppb. Este es un aumento de un factor de 2,6 y el valor más alto en al menos 800.000 años.
El metano aumenta la cantidad de ozono O 3 en la troposfera (de 4 millas (6,4 km) a 12 millas (19 km) de la superficie de la Tierra) y también en la estratosfera (de la troposfera a 31 millas (50 km) sobre la superficie de la Tierra). Tanto el vapor de agua como el ozono son GEI, lo que a su vez contribuye al calentamiento climático. 